# Cryptosoma bairdii
Cryptosoma bairdii är en kräftdjursart som först beskrevs av William Stimpson 1860.  Cryptosoma bairdii ingår i släktet Cryptosoma och familjen Calappidae. Inga underarter finns listade i Catalogue of Life.